# Eurypoda antennata
Eurypoda antennata (лат.) — вид жуков-усачей из подсемейства прионин. Номинативный подвид распространён в Китае и на Тайване, а два других подвида в Японии — E. a. tsushimana на острове Цусима и E. a. unicolor на острове Рюкю. Для номинативного подвида кормовым растением личинок отмечено камфорное дерево.